# Carlo Cherubini (calciatore)
Carlo Cherubini (Roma, 21 aprile 1977) è un ex calciatore italiano, di ruolo difensore.

## Carriera
Debutta in Serie B a 17 anni nell'Ascoli. In seguito gioca con varie squadre di Serie C2, con il Siena in Serie C1 e poi ancora in quarta serie con la Puteolana ed il Sora.
Nel 2002 torna a giocare in Serie B con la Salernitana, dove resta per un anno solare. Ad inizio 2003 si trasferisce alla Florentia Viola dove contribuisce alla vittoria della Serie C2; resta nel club toscano, nel frattempo riappropriatosi della storica denominazione di Fiorentina, anche la stagione seguente, a seguito dell'ammissione d'ufficio in Serie B, quando gioca 12 partite nel campionato cadetto contribuendo alla promozione in Serie A.
Nel 2004 passa al Vicenza giocandovi una stagione e mezza in Serie B; nel gennaio 2006 gioca ancora in cadetteria con la Ternana rimanendo poi in rossoverde anche dopo la retrocessione in Serie C1. Successivamente gioca ancora in terza serie con le maglie di Ravenna, Perugia e Portogruaro. 

## Palmarès
- Campionato italiano Serie C2: 2

Avezzano: 1995-1996 (girone C)

Florentia Viola: 2002-2003 (girone B)
Campionato Italiano Serie B:
Fiorentina 2003-2004
- Campionato italiano Serie C1: 1

Ravenna: 2006-2007 (girone B)
- Lega Pro Prima Divisione: 1

Portogruaro: 2009-2010 (girone B)